# Lac de la Cavayère
Le lac de la Cavayère est un lac de barrage du département de l’Aude, dans la région Occitanie. Il fait partie d'un site de loisirs nommé en l'honneur de son initiateur, Raymond Chesa. Il est appelé plus familièrement Carca plage.

## Localisation
Le lac est situé à 7 km au sud-est de Carcassonne. Il est accessible en voiture via la RN113, puis la route de Montlegun, ainsi qu’en bus, via la ligne 2 de la RTCA. Il est aussi sur le parcours du GR36.

## Description
Le site, d'une surface de 40 hectares, abrite une végétation boisée type méditerranéen.
Un barrage-poids de 23 mètres de haut crée un lac artificiel de 1,5 million m3, sur une surface de 18 hectares. Ce lac occupe les trois vallons des ruisseaux qui l'alimentent : le Bazalac, le Mitgé et le Montirat, ce qui explique sa forme originale.

## Histoire
À la suite d'un incendie qui, en 1985, ravage de nombreux hectares de résineux à proximité de Carcassonne, Raymond Chesa, maire à l’époque, décide de transformer le site en une retenue d’eau. Les travaux sont réalisés dans la seconde partie de l'année 1988. Le bassin à une capacité d'1,5 million de mètres cubes, retenus par une digue de 150 000 m3 qui s'étend sur 22 hectares. Le barrage mesure 155 m de long sur 23 m de hauteur. L'aménagement coûte plus de 2,2 millions d'euros (14,75 millions de francs). Le lac est inauguré le 12 janvier 1989, sans eau, à cause de la sécheresse de l'année précédente. Le remplissage du lac est effectif en mai 1991.

## Gestion
Le parc est géré par la communauté d’agglomération nommée Carcassonne Agglo.

## Activités
Le site dispose de deux plages de sable et une de gravier surveillées en accès libre. Sur le site sont également aménagés des aires de pique-nique et des terrains de volley-ball. Il est aussi possible de louer des pédalos et d'utiliser le téléski nautique. 

### Parc aquatique
Chaque été, le parc Aquaviva installe des toboggans, trampolines et autres structures gonflables sur le lac, ainsi qu'un water-jump dans une zone payante.

### Parc acrobatique forestier
Un parcours acrobatique en hauteur nommé O2Aventure est installé à l'entrée du lac.

### Téléski nautique
Depuis plusieurs années, il est possible de pratiquer le ski nautique ou wakeboard, sur un site qui propose aussi de la restauration et des soirées musicales.